# Randlev Sogn
Randlev Sogn er et sogn i Odder Provsti (Århus Stift).
I 1800-tallet var Bjerager Sogn anneks til Randlev Sogn. Begge sogne hørte til Hads Herred i Aarhus Amt. Randlev-Bjerager sognekommune blev ved kommunalreformen i 1970 indlemmet i Odder Kommune.
I Randlev Sogn ligger Randlev Kirke og Randlev Præstegård.
I sognet findes følgende autoriserede stednavne:
- Bovlstrup Stationsby (bebyggelse)
- Elkær (bebyggelse)
- Hesselbjerg (bebyggelse)
- Hovgårde (bebyggelse)
- Kukhuse (bebyggelse)
- Neder Randlev (bebyggelse, ejerlav)
- Nørskov (bebyggelse)
- Over Randlev (bebyggelse, ejerlav)
- Randlev Mose (bebyggelse)
- Rørt Skov (bebyggelse)
- Vesterskov (bebyggelse)